# Bythaelurus incanus
Bythaelurus incanus  (лат.) — один из видов рода Bythaelurus, семейство кошачьих акул (Scyliorhinidae). Вид известен по единственному образцу, пойманному у северо-западного побережья Австралии на рифе Ашмор на глубине 900 м, который представлял собой неполовозрелого самца длиной 44 см.

## Описание
У этого вида широкая и короткая голова, ширина составляет 13,5 %, а длина 19?1 % от длины тела. Морда короткая и закруглённая, ноздри предваряют кожные складки треугольной формы. Рот крупный, его ширина составляет 10,3 %, а длина 4,6 % от длины тела. По углам рта имеются губные борозды. Над ртом расположен небольшой бугорок. Брюхо вытянутое, расстояние между грудными и брюшными плавниками в 2,8 раза длиннее расстояния между брюшными и анальными плавниками. Расстояние до первого спинного плавника составляет 42 % от длины тела. Основание первого спинного плавника расположено немного позади основания брюшных плавников, в то время как основание второго спинного плавника находится над серединой анального плавника. Плакоидная чешуя имеет треугольную форму, зубчики невысокие, длина в 2 раза превышает ширину. Крошечные зубы имеют 4 острия, два центральных выше боковых. Во рту на каждой челюсти имеются по 100 зубных рядов. Окрас тела серо-коричневый.

## Взаимодействие с человеком
Данных для оценки состояния сохранности вида недостаточно.